# عباس‌آباد (فارسان)
زعباس‌آباد (باباحیدر)، روستایی از توابع بخش باباحیدر شهرستان فارسان در استان چهارمحال و بختیاری است.لهجه مردم عباس اباد لری میباشد

## جمعیت
این روستا در دهستان سراب بالا قرار دارد و براساس سرشماری مرکز آمار ایران در سال ۱۳۸۵، جمعیت آن زیر سه خانوار بوده‌است.